# Ura E ~Complete B side Melodies~
Albums de ZONE
N
(2004)
Compilations par ZONE
E ~Complete A side Singles~
(2005)
Ura E ~Complete B side Melodies~ est la 2e compilation du groupe ZONE. Elle est sortie sous le label Sony Music Records le 19 avril 2006 au Japon. Elle atteint la 18e place du classement de l'Oricon et reste classée 4 semaines. Elle sort en format CD. Cette compilation est sortie après la séparation du groupe. Cette compilation contient des face-B de leurs singles ainsi que des chansons tirées de leurs albums.

## Liste des titres
| 1.  | Fortune                                                                                       | 3:56 |
| 2.  | Mind                                                                                          | 3:32 |
| 3.  | Kaze no Hajimaru Basho (風のはじまる場所)                                                     | 4:03 |
| 4.  | Aika (愛花)                                                                                   | 5:34 |
| 5.  | Once Again                                                                                    | 4:03 |
| 6.  | Jet (JET)                                                                                     | 4:47 |
| 7.  | Go! (GO!)                                                                                     | 3:39 |
| 8.  | Like                                                                                          | 4:53 |
| 9.  | Kuusou to Genjitsu no Yoake (空想と現実の夜明け)                                              | 3:19 |
| 10. | Rocking (ROCKING)                                                                             | 4:13 |
| 11. | For Tomorrow                                                                                  | 4:00 |
| 12. | Sae Zuri                                                                                      | 4:46 |
| 13. | H.A.N.A.B.I ~Kimi ga Ita Natsu~ Ocean Version (H・A・N・A・B・I ～君がいた夏～ Ocean Version) | 5:40 |
| 14. | Album (アルバム)                                                                              | 4:00 |
| 15. | Tabidachi... (旅立ち...)                                                                      | 4:57 |
| 16. | Issho ni Itakatta (一緒にいたかった)                                                          | 4:45 |